# حملة بالاتينات

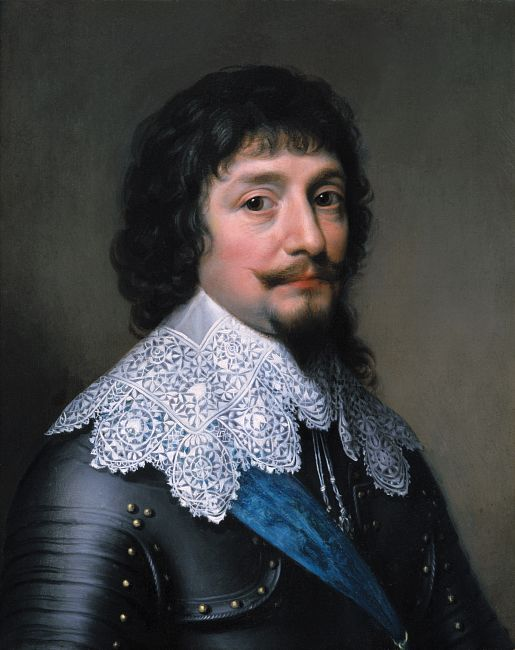
فيدرش الخامس

حملة بالاتينات (30 أغسطس 1620 – 27 أغسطس 1623)، المعروفة أيضًا باسم الغزو الإسباني لبالاتينات أو مرحلة البالاتينات كانت جزء حرب الثلاثين عامًا، بحيث شنها الجيش الإمبراطوري ضد الاتحاد البروتستانتي في منطقة بالاتينات السفلى، خلال حرب الثلاثين عامًا.

## الخلفية
بدأت حرب الثلاثين عامًا في عام 1618 عندما عرضت طبقات المجتمع البوهيمية التي يهيمن عليها البروتستانت تاج بوهيميا إلى فريدريك الخامس ناخب بالاتينات، عوضًا عن الإمبراطور الكاثوليكي المحافظ فرديناند الثاني. وبقيت معظم الإمبراطورية الرومانية المقدسة على الحياد، واعتبرتها نزاعًا على الميراث، وسرعان ما قُمعت الثورة. ومع ذلك مع عدم استعداد فرديناند وتمكن فريدريك للتراجع، غزت القوات الإمبراطورية بالاتينات، فعُزل الأمير الموروث ما أدى إلى تغيير طبيعة ومدى الحرب.
انخرطت قوى بروتستانتية أخرى من بينها جيمس السادس والأول، ملك إنجلترا واسكتلندا، الذي كانت ابنته إليزابيث زوجة فريدريك. رأت الدول البروتستانتية داخل الإمبراطورية ذلك على أنه تهديد، بما في ذلك القوى الخارجية التي كانت تسيطر على الأراضي الإمبراطورية. كانت ناسو ديلينبورج ملكية وراثية لأمير أورانيا الهولندي، بينما كان كريستيان الرابع ملك الدنمارك أيضًا دوق هولشتاين. تزامنت الحرب مع انتهاء هدنة 12 عامًا بين الجمهورية الهولندية وإسبانيا، ووفرت فرصة لفرنسا التي واجهت سلسلة من ثورات الهوغونوتيون المدعومة من إسبانيا.

## الحملة
في اليوم التالي إلى الأخير من شهر أغسطس، بعد أسبوع متعب من التضليل والمسير على طول نهر الراين، انطلق أمبروجيو سبينولا بجيش إمبراطوري قوامه 24000 رجل في منطقة بالاتينات السفلى. بحلول الأول من أكتوبر، استولوا على كروزناخ، وأوبنهايم، وباخاراخ، واحتل مقاطعة بيرجستراسي.
سقطت ماينتس في يد كوردوبا في أغسطس 1621، بينما حاصر سبينولا يوليش. والتي استسلمت في فبراير عام 1622 ما قطع طريق الإمداد بين الجمهورية الهولندية وبالاتينات العليا.
في مارس، غزا تيلي وجيش الرابطة الكاثوليكية بافاريا. واعتُرض طريقهم من قبل القوات البروتستانتية تحت قيادة المرغريف بادن-دورلاخ ومانسفيلد، ما أدى إلى قيام معركة مينجولشيم غير الحاسمة في 27 أبريل. انتقل بعدها مانسفيلد إلى لادنبرج، في حين طارد المرغريف البافاريين. في 8 مايو، هُزم تيلي في ويمبفن. ثم توقفت العمليات بسبب المرض.
بحلول أوائل نوفمبر، استولت القوات الإمبراطورية الإسبانية على هايدلبرغ ومانهايم، المدينتين الرائدتين في منطقة بالاتينات السفلى. فر فريدريك إلى المنفى في المقاطعات المتحدة. واحتل الإسبان الجزء الغربي من بالاتينات، وعززوا سيطرتهم على الممر الاستراتيجي المعروف باسم الطريق الإسباني، بينما استولى ماكسيمليان الأول ناخب بافاريا على الباقي.
احتوى الجيش البروتستانتي في بالاتينات على متطوعين من عدد من الدول، بما في ذلك العديد من الأفواج الإنجليزية بقيادة السير هوراس فير. تمركزوا في فرانكنثال، وتركوا معزولين بهزائم في أماكن أخرى، وفي مارس 1623، أمرهم جيمس بالاستسلام، وإنهاء الحملة.

## التداعيات
استندت تعليمات جيمس إلى دي فير إلى افتراض أنه وافق على صفقة مع فيليب الرابع لإعادة فريدريك إلى المستعمرات، ولكن ثبت أن هذا ليس هو الحال. في فبراير 1623، أزاح فرديناند فريدريك كواحد من سبعة أمراء ناخبين، وذهب تصويته إلى ماكسيميليان ناخب بافاريا.
في 6 أغسطس، هزم تيلي جيشًا بروتستانتيًا بقيادة كريستيان دي برونزويك في معركة ستاتلون، ووقع فريدريك هدنة مع فرديناند، وانتهت «المرحلة البالاتينية» من حرب الثلاثين عامًا. أعلن فرديناند أن بوهيميا هي ملكية وراثية لهابسبورغ، وصادر الأراضي من النبلاء البروتستانت الذين قادوا الثورة، وشرع في الإصلاح الكاثوليكي المضاد. ضمن هذا استمرار الحرب، وفي عام 1624، أنشأت إنجلترا، وفرنسا، والجمهورية الهولندية، والسويد، والدنمارك والنرويج، ودوقية سافوي، وجمهورية البندقية، وبراندنبورغ تحالفًا مناهضًا لهابسبورغ.